# Concacaf Nations League
Concacaf Nations League är en fotbollsturnering för Concacaf-medlemmarnas herrlandslag. Den första turneringen spelades 2019/2020. Turneringen har delats upp i tre divisioner, där uppflyttning och nedflyttning finnas mellan divisionerna. Turneringen fungerar också som kval till Gold Cup.
Concacafs president Victor Montagliani uppgav att syftet med tävlingen är att regelbundet spela internationella matcher för Concacafs landslag och då vissa lag spelar färre än 10 matcher under en fyraårsperiod och behöver mer konkurrenskraftiga matcher för att hjälpa idrottens utveckling i dessa nationer.

## Nationer
Indelning per säsongen 2024/2025
| League A - Costa Rica - Franska Guyana - Guadeloupe - Guatemala - Guyana - Honduras - Jamaica - Kanada - Kuba - Martinique - Mexiko - Nicaragua - Panama - Surinam - Trinidad och Tobago - USA | League B - Antigua och Barbuda - Aruba - Bermuda - Bonaire - Curaçao - Dominica - Dominikanska republiken - El Salvador - Grenada - Haiti - Montserrat - Puerto Rico - Saint Lucia - Saint-Martin - Saint Vincent och Grenadinerna - Sint Maarten | League C - Amerikanska Jungfruöarna - Anguilla - Bahamas - Barbados - Belize - Brittiska Jungfruöarna - Caymanöarna - Saint Kitts och Nevis - Turks- och Caicosöarna |  |

## Resultat
| År        | Värdnation (slutspel) | Final   | Final      | Final  | Match om tredjepris | Match om tredjepris | Match om tredjepris |
| År        | Värdnation (slutspel) | Vinnare | Resultat   | Tvåa   | Trea                | Resultat            | Fyra                |
| --------- | --------------------- | ------- | ---------- | ------ | ------------------- | ------------------- | ------------------- |
| 2019/2020 | USA                   | USA     | 3–2 (e.f.) | Mexiko | Honduras            | 2–2 (5-4 str.)      | Costa Rica          |
| 2022/2023 | USA                   | USA     | 2–0        | Kanada | Mexiko              | 1–0                 | Panama              |
| 2023/2024 | USA                   | USA     | 2–0        | Mexiko | Jamaica             | 1–0                 | Panama              |
| 2024/2025 | USA                   | Mexiko  | 2–1        | Panama | Kanada              | 2–1                 | USA                 |
| 2026/2027 |                       |         | –          |        |                     | –                   |                     |